# 麥特·拉托斯
馬修·亞當·拉托斯（英語：Mathew Adam Latos，1987年12月7日—），生於美國維吉尼亞州，美國大聯盟投手，右投右打。

## 職業生涯
高中畢業時，參與2006年美國大聯盟選秀，在第11輪被聖地牙哥教士選中。他進入布勞沃德學院（Broward College）就讀，直到成年。
2007年，進入職業比賽，在聖地牙哥教士所屬的小聯盟球隊出賽。
2009年7月19日，在大聯盟初登場，為聖地牙哥教士出賽，對手是科羅拉多落磯。拉托斯在生涯前五戰中，取得四場勝投，成為聖地牙哥教士隊史記錄。
2010年5月13日，對舊金山巨人，拉托斯先發，差點投出完全比賽，只被擊出一隻內野安打。
2011年12月17日，教士將他交易到辛辛那提紅人共換得4位選手，包括艾汀森·沃奎茲、布萊德·巴克斯伯格、Yasmani Grandal和Yonder Alonso。

## 外部連結
- 球員資訊和成績在MLB ，ESPN ，Retrosheet ，Baseball Reference ，Baseball Reference (Minors) ，Fangraphs ，The Baseball Cube （英文）